# Riacho Tambiá Pequeno
O riacho Tambiá Pequeno é um curso d'água localizado no bairro Tambiá, na cidade de João Pessoa, Paraíba, Brasil. O riacho brota das fontes do Parque Arruda Câmara, que na verdade é um sangradouro d'água que se infiltra nas mesetas sedimentares civilizacionalmente mais antigas da zona, e deságua no Rio Tambiá, sendo seu principal afluente.